# Aulacigaster falcata
Aulacigaster falcata is een vliegensoort uit de familie van de Aulacigastridae. De wetenschappelijke naam van de soort is voor het eerst geldig gepubliceerd in 1997 door Papp.